# حسن مظلوم (جزيرة مينو)
حسن مظلوم (بالفارسية: حسن‌مظلوم) هي منطقة سكنية تقع في إيران في قسم جزيرة مينو الريفي. يقدر عدد سكانها بـ 27 نسمة .